# Giulio Petroni
Giulio Petroni, niekiedy pod pseudonimem Jeremy Scott (ur. 21 września 1917 w Rzymie, zm. 31 stycznia 2010 tamże) – włoski reżyser i scenarzysta filmowy, a także pisarz. Znany przede wszystkim jako twórca spaghetti westernów.

## Życiorys
Po ukończeniu studiów literackich Giulio Petroni rozpoczął pracę jako reżyser, realizując krótkometrażowy film dla kroniki filmowej INCOM zatytułowany Goethe w Rzymie (wł. Goethe a Roma). Pracował również jako felietonista w różnych gazetach, m.in. „Quadrivio” czy „Il Tevere”.
W czasie II wojny światowej brał udział w działaniach partyzanckich po stronie komunistów i antyfaszystów. Był członkiem Włoskiej Partii Komunistycznej. Po wojnie wyjechał się na Cejlon, gdzie objął kierownictwo lokalnego działu filmowego i kręcił filmy dokumentalne; po powrocie kontynuował tę działalność serią dokumentów politycznych. Tematykę polityczną można odnaleźć również w jego filmach fabularnych, a szczególnie w westernie Viva Tepepa! (1969).
Debiutował jako reżyser w 1959 komedią Sto kilometrów (1959). W latach 1960-1962 ukazały się kolejne trzy komedie w jego reżyserii: I piaceri dello scapolo (1960), I soliti rapinatori a Milano (1961) oraz Una domenica d'estate (1962). Następnie rozpoczął pracę dla stacji telewizyjnej Rai. Do kręcenia filmów fabularnych powrócił w 1967 spaghetti westernem Śmierć jeździ konno (1967).
W latach 1967-1972 Giulio Petroni wyreżyserował pięć spaghetti westernów, które spotkały się z uznaniem. Oprócz Śmierć jeździ konno i Tepepa, nakręcił również E per tetto un cielo di stelle (1968), Noc węża (1969) oraz La vita, a volte, è molto dura, vero Provvidenza? (1972).
Po wycofaniu się z branży filmowej pod koniec lat 70. zwrócił się ku pisaniu powieści i esejów. W 1986 zdobył Nagrodę literacką im. Giuseppe Dessì za powieść.

## Filmografia

### Reżyser i scenarzysta
- Sto kilometrów (La cento chilometri, 1959)

- Noc węża (La notte dei serpenti, 1969)
- Non commettere atti impuri (1971)
- La vita, a volto, è molto dura vero provvidenza? (1972)
- Labbra di lurido blu (1975)
- L'osceno desiderio (1977, jako Jeremy Scott)
- Il rivale (1987)

### Reżyser
- I piaceri dello scapolo (1960)
- Una domenica d'estate (1962)
- I soliti rapinatori a Milano (1963)
- Śmierć jeździ konno (Da uomo a uomo, 1967)
- ...E per tetto un cielo di stelle (1968)
- Viva Tepepa! (Tepepa, 1969)
- Crescete e moltiplicatevi (1973)

## Publikacje
- La città calda (1961)
- Il rivale (1980)
- Le speranze e gli inganni (1986)
- Il rancore (1989)
- La strega di Colobraro (1992)
- Se questa è una patria (1995)
- Le ceneri del cinema italiano (2001)
- La quadrupla verità (2001)
- Lore Blum (2002)
- Sgarbo a Sgarbi e la sua band (2002)
- Le passeggiate nelle sabbie mobili (2004)
- Trash (2004)